# Les Éduts
Les Éduts is een gemeente in het Franse departement Charente-Maritime (regio Nouvelle-Aquitaine) en telt 67 inwoners (2009). De plaats maakt deel uit van het arrondissement Saint-Jean-d'Angély.

## Geografie
De oppervlakte van Les Éduts bedraagt 8,2 km², de bevolkingsdichtheid is dus 8,2 inwoners per km².
De onderstaande kaart toont de ligging van Les Éduts met de belangrijkste infrastructuur en aangrenzende gemeenten.

## Demografie
Onderstaande figuur toont het verloop van het inwonertal (bron: INSEE-tellingen).